# Dasymaschalon robinsonii
Dasymaschalon robinsonii är en kirimojaväxtart som beskrevs av Suzanne Ast. Dasymaschalon robinsonii ingår i släktet Dasymaschalon, och familjen kirimojaväxter. Inga underarter finns listade i Catalogue of Life.